# Sergej Michajlovič Nikol'skij
Sergej Michajlovič Nikol'skij in russo Сергей Михайлович Никольский? (Talica, 30 aprile 1905 – Mosca, 9 novembre 2012) è stato un matematico sovietico.
Nato a Talica, all'epoca nel Governatorato di Perm' nell'Impero russo.
Ha studiato all'Università statale di Dnipropetrovsk e ha fatto il dottorato con Andrej Nikolaevič Kolmogorov, è diventato accademico il 28 dicembre 1972. All'età di 92 anni era ancora membro dell'Istituto di Fisica e Tecnologia di Mosca e nel 2005 era ancora membro di questo ente.
Inoltre era membro dell'Accademia russa delle scienze, dell'Istituto di Matematica Steklov e ha insegnato all'Università statale di Mosca.
È scomparso nel 2012 all'età di 107 anni.

## Attività scientifica
I maggiori contributi di Nikol'skij si hanno nell'analisi funzionale, nell'approssimazione lineare, Formule di Newton-Cotes e sulle applicazioni delle equazioni differenziali alle derivate parziali.
Ha pubblicato 100 pubblicazioni scientifiche.